# Кинемур
Кинемур — река в России, протекает по Ловозерскому району Мурманской области. Устье реки находится в 244 км от устья реки Поной по правому берегу. Длина реки составляет 29 км, площадь водосборного бассейна 162 км². Вытекает из небольшого озера на высоте 204,4 м.
Левый приток — ручей Холодный, впадающий в 6,6 км от устья.

## Данные водного реестра
По данным государственного водного реестра России относится к Баренцево-Беломорскому бассейновому округу, водохозяйственный участок реки — река Поной. Речной бассейн реки — бассейны рек Кольского полуострова и Карелии, впадает в Белое море.
Код объекта в государственном водном реестре — 02020000112101000006138.